# Mistrzostwa Świata w Piłce Nożnej 2014 (eliminacje strefy UEFA)/Grupa 6
W Grupie 6 eliminacji do MŚ 2014 brały udział następujące zespoły:
- Portugalia
- Rosja
- Izrael
- Irlandia Północna
- Azerbejdżan
- Luksemburg

## Tabela
| Lp. | Drużyna           | M  | Mecze | Mecze | Mecze | Bramki | Bramki | Bramki | Pkt |
| Lp. | Drużyna           | M  | W     | R     | P     | +      | −      | +/−    | Pkt |
| --- | ----------------- | -- | ----- | ----- | ----- | ------ | ------ | ------ | --- |
| 1.  | Rosja             | 10 | 7     | 1     | 2     | 20     | 5      | +15    | 22  |
| 2.  | Portugalia        | 10 | 6     | 3     | 1     | 20     | 9      | +11    | 21  |
| 3.  | Izrael            | 10 | 3     | 5     | 2     | 19     | 14     | +5     | 14  |
| 4.  | Azerbejdżan       | 10 | 1     | 6     | 3     | 7      | 11     | −4     | 9   |
| 5.  | Irlandia Północna | 10 | 1     | 4     | 5     | 9      | 17     | −8     | 7   |
| 6.  | Luksemburg        | 10 | 1     | 3     | 6     | 7      | 26     | −19    | 6   |

|                   | Portugalia | Rosja | Izrael | Irlandia Północna | Azerbejdżan | Luksemburg |
| ----------------- | ---------- | ----- | ------ | ----------------- | ----------- | ---------- |
| Portugalia        | X          | 1:0   | 1:1    | 1:1               | 3:0         | 3:0        |
| Rosja             | 1:0        | X     | 3:1    | 2:0               | 1:0         | 4:1        |
| Izrael            | 3:3        | 0:4   | X      | 1:1               | 1:1         | 3:0        |
| Irlandia Północna | 2:4        | 1:0   | 0:2    | X                 | 1:1         | 1:1        |
| Azerbejdżan       | 0:2        | 1:1   | 1:1    | 2:0               | X           | 1:1        |
| Luksemburg        | 1:2        | 0:4   | 0:6    | 3:2               | 0:0         | X          |

## Wyniki
Czas: CET
| 7 września 2012 21:00 | Azerbejdżan · Abışov 65' | 1:1(0:0)Raport | Izrael · 50' Natcho | Stadion Tofiqa Bəhramova, Baku Widzów: 22 211 Sędzia: Matej Jug |
|                       |                          |                |                     |                                                                 |

| 7 września 2012 20:45 | Luksemburg · da Mota 14' | 1:2(1:1)Raport | Portugalia · 27' Ronaldo · 54' Postiga | Stade Josy Barthel, Luksemburg Widzów: 8 125 Sędzia: Kristo Tohver |
|                       |                          |                |                                        |                                                                    |

| 7 września 2012 19:00 | Rosja · Fajzulin 30' · Szyrokow 78' (k) | 2:0(1:0)Raport | Irlandia Północna | Stadion Łokomotiwu, Moskwa Widzów: 14 300 Sędzia: Antonio Mateu Lahoz |
|                       |                                         |                |                   |                                                                       |

| 11 września 2012 21:15 | Portugalia · Varela 64' · Postiga 85' · Alves 88' | 3:0(0:0)Raport | Azerbejdżan | AXA Stadium, Braga Widzów: 29 971 Sędzia: Szymon Marciniak |
|                        |                                                   |                |             |                                                            |

| 11 września 2012 20:45 | Irlandia Północna · Shiels 14' | 1:1(1:0)Raport | Luksemburg · 86' da Mota | Windsor Park, Belfast Widzów: 10 674 Sędzia: Vlado Glodović |
|                        |                                |                |                          |                                                             |

| 11 września 2012 19:00 | Izrael | 0:4(0:2)Raport | Rosja · 7', 64' Kierżakow · 18' Kokorin · 77' Fajzulin | Stadion Ramat Gan, Ramat Gan Widzów: 28 131 Sędzia: Mark Clattenburg |
|                        |        |                |                                                        |                                                                      |

| 12 października 2012 21:00 | Luksemburg | 0:6(0:3)Raport | Izrael · 4' Radi · 12' Ben Basat · 27', 73', 90' Chemed · 60' Melikson | Stade Josy Barthel, Luksemburg Widzów: 2 631 Sędzia: Leontios Trattou |
|                            |            |                |                                                                        |                                                                       |

| 12 października 2012 17:00 | Rosja · Kierżakow 6' | 1:0(1:0)Raport | Portugalia | Stadion Łużniki, Moskwa Widzów: 75 000 Sędzia: Viktor Kassai |
|                            |                      |                |            |                                                              |

| 16 października 2012 17:00 | Rosja · Szyrokow 84' (k) | 1:0(0:0)Raport | Azerbejdżan | Stadion Łużniki, Moskwa Widzów: 15 033 Sędzia: Aleksandar Stawrew |
|                            |                          |                |             |                                                                   |

| 16 października 2012 18:00 | Izrael · Chemed 13', 48' · Ben Basat 35' | 3:0(2:0)Raport | Luksemburg | Stadion Ramat Gan, Ramat Gan Widzów: 20 400 Sędzia: Harald Lechner |
|                            |                                          |                |            |                                                                    |

| 16 października 2012 21:45 | Portugalia · Postiga 79' | 1:1(0:1)Raport | Irlandia Północna · 30' McGinn | Estádio do Dragão, Porto Widzów: 48 711 Sędzia: Thorsten Kinhöfer |
|                            |                          |                |                                |                                                                   |

| 14 listopada 2012 19:45 | Irlandia Północna · Healy 90+6' | 1:1(0:1)Raport | Azerbejdżan · 5' Aliyev | Windsor Park, Belfast Widzów: 12 372 Sędzia: Wiktor Szwiecow |
|                         |                                 |                |                         |                                                              |

| 22 marca 2013 20:15 | Luksemburg | 0:0(0:0)Raport | Azerbejdżan | Stade Josy Barthel, Luksemburg Widzów: 1 324 Sędzia: Padraigh Sutton |
|                     |            |                |             |                                                                      |

| 22 marca 2013 13:45 | Izrael · Chemed 24' · Ben Basat 40' · Gerszon 70' | 3:3(2:1)Raport | Portugalia · 2' Bruno Alves · 72' Postiga · 90+3' Coentrão | Stadion Ramat Gan, Ramat Gan Widzów: 40 000 Sędzia: Stephane Lannoy |
|                     |                                                   |                |                                                            |                                                                     |

| 14 sierpnia 2013 20:45 | Irlandia Północna · Peterson 43' | 1:0(1:0) | Rosja | Windsor Park, Belfast Widzów: 11 178 Sędzia: Tom Harald Hagen |
|                        |                                  |          |       |                                                               |

| 26 marca 2013 18:00 | Azerbejdżan | 0:2(0:0) | Portugalia · 63' Bruno Alves · 79' Almeida | Stadion Tofiqa Bəhramova, Baku Widzów: 30 000 Sędzia: Andre Marriner |
|                     |             |          |                                            |                                                                      |

| 26 marca 2013 20:45 | Irlandia Północna | 0:2(0:0) | Izrael · 78' Refa’elow · 84' Ben Basat | Windsor Park, Belfast Widzów: 7 300 Sędzia: Hannes Kaasik |
|                     |                   |          |                                        |                                                           |

| 7 czerwca 2013 18:00 | Azerbejdżan · Abışov 71' | 1:1(0:0)Raport | Luksemburg · 80' Bensi | Bakcell Arena, Baku Widzów: 9 258 Sędzia: Mihály Fábián |
|                      |                          |                |                        |                                                         |

| 7 czerwca 2013 21:45 | Portugalia · Postiga 9' | 1:0(1:0)Raport | Rosja | Estádio da Luz, Lizbona Widzów: 54 697 Sędzia: Damir Skomina |
|                      |                         |                |       |                                                              |

| 7 września 2013 19:45 | Izrael · Szechter 73' | 1:1(0:0) | Azerbejdżan · 61' Əmirquliyev | Stadion Ramat Gan, Ramat Gan Widzów: 21 250 Sędzia: Stefan Johannesson |
|                       |                       |          |                               |                                                                        |

| 6 września 2013 17:30 | Rosja · Kokorin 1,35' · Kierżakow 60' · Samiedow 90+3' | 4:1(2:0) | Luksemburg · 90' Joachim | Stadion Centralny, Kazań Widzów: 18 000 Sędzia: Robert Madden |
|                       |                                                        |          |                          |                                                               |

| 6 września 2013 20:45 | Irlandia Północna · McAuley 36' · Ward 52' | 2:4(1:1) | Portugalia · 20' Alves · 68', 77', 83' Ronaldo | Windsor Park, Belfast Widzów: 12 000 Sędzia: Danny Makkelie |
|                       |                                            |          |                                                |                                                             |

| 10 września 2013 17:00 | Rosja · Bierezucki 50' · Kokorin 52' · Głuszakow 74' | 3:1(0:0)Raport | Izrael · 90+3' Zehavi | Stadion Pietrowski, Petersburg Widzów: 21 107 Sędzia: Manuel Gräfe |
|                        |                                                      |                |                       |                                                                    |

| 10 września 2013 20:15 | Luksemburg · Joachim 45+2' · Bensi 78' · Jaenisch 87' | 3:2(1:1)Raport | Irlandia Północna · 14' Paterson · 82' McAuley | Stade Josy Barthel, Luksemburg Widzów: 4 114 Sędzia: Robert Małek |
|                        |                                                       |                |                                                |                                                                   |

| 11 października 2013 18:00 | Azerbejdżan · Dadaşov 58' · Şükürov 90' | 2:0(0:0) | Irlandia Północna | Bakcell Arena, Baku Sędzia: Andrea De Marco |
|                            |                                         |          |                   |                                             |

| 11 października 2013 21:45 | Portugalia · Costa 26' | 1:1(1:0) | Izrael · 85' Basat | Estádio da Luz, Lizbona Widzów: 52 000 Sędzia: Tom Hagen |
|                            |                        |          |                    |                                                          |

| 11 października 2013 20:30 | Luksemburg | 0:4(0:3) | Rosja · 9' Samiedow · 39' Fajzulin · 45' Głuszakow · 73' Kierżakow | Stade Josy Barthel, Luksemburg Sędzia: Stephan Studer |
|                            |            |          |                                                                    |                                                       |

| 15 października 2013 19:00 | Azerbejdżan · Jawadow 90' | 1:1(0:1)Raport | Rosja · Szyrokow 15' | Bakcell Arena, Baku Sędzia: Milorad Mazič |
|                            |                           |                |                      |                                           |

| 15 października 2013 19:00 | Izrael · Ben Basat 43' | 1:1(1:0)Raport | Irlandia Północna · Davis 72' | Stadion Ramat Gan, Ramat Gan Sędzia: Laurent Duhamel |
|                            |                        |                |                               |                                                      |

| 15 października 2013 20:00 | Portugalia · Varela 29' · Nani 36' · Postiga 78' | 3:0(2:0)Raport | Luksemburg | Estádio Cidade de Coimbra, Coimbra Sędzia: Bulent Yildirim |
|                            |                                                  |                |            |                                                            |

## Strzelcy

### 6 goli
- Tomer Chemed

### 5 goli
- Eden Ben Basat
- Hélder Postiga
- Aleksandr Kierżakow

### 4 gole
- Bruno Alves
- Cristiano Ronaldo
- Aleksandr Kokorin

### 3 gole
- Wiktor Fajzulin

### 2 gole
- Ruslan Abışov
- Stefano Bensi
- Aurélien Joachim
- Daniel da Mota
- Gareth McAuley
- Martin Paterson
- Dienis Głuszakow
- Aleksandr Samiedow
- Roman Szyrokow

### 1 gol
- Rahid Əmirquliyev
- Rauf Aliyev
- Rüfət Dadaşov
- Mahir Şükürov
- Rami Gerszon
- Maor Melikson
- Bibras Natcho
- Mahran Radi
- Li’or Refa’elow
- Itaj Szechter
- Eran Zahawi
- Mathias Jänisch
- David Healy
- Niall McGinn
- Dean Shiels
- Jamie Ward
- Ricardo Costa
- Hugo Almeida
- Fábio Coentrão
- Silvestre Varela
- Wasilij Bieriezucki